# Nikolai Ignatiev
Conde Nikolai Pavlovich Ignatiev (ortografia histórica: Nicolai Ignatieff; em russo: Николай Павлович Игнатьев; São Petersburgo, 17 de janeiro (29 de janeiro; calendário ocidental) de 1832 – 20 de junho (3 de julho; calendário ocidental) de 1908) foi um nobre, estadista e diplomata russo.
Foi Presidente do Comitê de ministros da Rússia de 1872 até 1880 e ministro do interior de 1881 até junho de 1882.

## Biografia

### Juventude
Era filho de Maria Ivanovna Maltsova e do capitão Pavel Nikolaievich Ignatiev, que se tinha convertido no favorito do czar Nicolau I devido à sua atuação durante a Revolta Dezembrista. O próprio herdeiro do trono, o Grão-Duque Alexandre, foi padrinho de batismo do jovem Nikolai Ignatiev. Depois de se graduar no Corpo de Pajens aos 17 anos, tornou-se oficial do regimento da Guarda de Hussardos de Sua Majestade e foi promovido a adido militar na embaixada russa em Londres, a cargo de operações de informação. Foi, porém, expulso do Reino Unido após uma operação falhada.

### Carreira diplomática
A carreira diplomática de Ignatiev começou com o Congresso de Paris de 1856, que fez terminar a Guerra da Crimeia. Ignatiev atuou como adido militar nas negociações para estabelecer a fronteira russo-turca no Baixo Danúbio.
Dois anos depois foi enviado com uma pequena escolta numa perigosa missão à Ásia Central, visitando o Canato de Quiva e o Emirado de Bucara. O cã de Quiva tentou sem êxito tomá-lo como refém, mas conseguiu escapar e voltou À Rússia depois de assinar um tratado de amizade com o emir de Bucara.
O seu seguinte destino foi o Extremo Oriente, como ministro plenipotenciário junto da corte imperial chinesa. Conseguiu que o governo chinês, aterrorizado pela expedição anglo-francesa, assinasse o Tratado de Aigun (28 de maio de 1858). Segundo este acordo, era revista a fronteira China-Rússia, determinada no Tratado de Nerchinsk de 1689. A Rússia ganhou não apenas território na margem esquerda do rio Amur, mas também a Manchúria Exterior, a área até à costa do oceano Pacífico que não congelava, onde se fundou o porto de Vladivostok en 1860.

### Os Balcãs

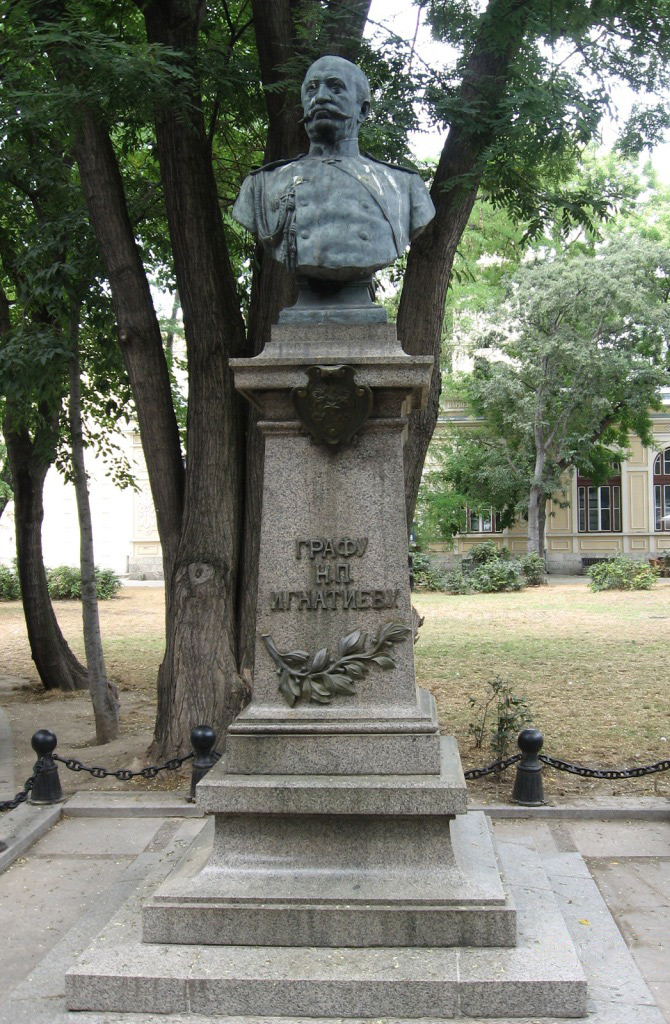
Monumento a Ignatiev em Varna, Bulgária.

O êxito de Ignatiev abriu-lhe as portas da embaixada russa em Constantinopla, cargo que ocupou de 1864 a 1877. O seu principal interesse foi a libertação dos cristãos orientais do jugo otomano, colocando-os sob a proteção do Império Russo, em particular os búlgaros. A sua atividade, na sua maioria extra-oficial e secreta, culminou na Guerra russo-turca de 1877-1878, ao final da qual negociou o Tratado de San Stefano com os turcos. Porém, já que as grandes potências se encarregaram de que a Rússia não obtivesse as vantagens que procurava, Ignatiev perdeu o favor do czar, em boa medida graças aos esforços do conde Piotr Shuvalov, e foi retirado do serviço ativo. Depois, o tratado foi revisto pelo Tratado de Berlim, no qual Shuvalov foi o representante russo.
Apesar de tudo, o conde Ignatiev continuou a ser tremendamente popular na Bulgária, e mesmo considerado como candidato ao trono da Bulgária, que acabou por ser atribuído ao seu inimigo pessoal, o príncipe Fernando de Saxe-Coburgo.

### Últimos anos
Entretanto Ignatiev serviu como Governador de Nizhni Novgorod, onde fomentou a expansão da Feira de Makariev. Pouco depois da ascensão de Alexandre III, em maio de 1881 foi nomeado Ministro do Interior, com o intuito de empreender uma política nacionalista e reacionária. Após vários pogrom, distúrbios anti-semitas, os quais Ignatiev foi acusado de fomentar, em maio de 1882 promulgou as infames Leis de Maio, um conjunto de disposições anti-semitas. Outros autores defendem que a política do governo foi a detenção dos perseguidores e proteção dos judeus, de pouco êxito devido à apatia das autoridades locais. Tras retirarse en junio de 1882 não teve já influência nos assuntos públicos.
O seu filho, o conde Pavel Ignatiev, foi o último Ministro da Educação do czar Nicolau II. O seu neto George Ignatieff tornou-se cidadão do Canadá e exerceu a carreira diplomática. O seu bisneto Michael Ignatieff foi líder do Partido Liberal do Canadá entre 2008 e 2011.